# Wandee Kameaim
Wandee Kameaim (thaï : วันดี คำเอี่ยม), née le 18 janvier 1978 à Si Saket, est une ancienne haltérophile thaïlandaise. Elle est médaillée de bronze aux Jeux de 2004 et de 2008.

## Carrière
Wandee Kameaim remporte la médaille de bronze des poids légers lors des Haltérophilie aux Jeux olympiques d'été de 2004 avec 230 kg soulevé derrière la Chinoise Chen Yanqing (237,5 kg) et la Nord-Coréenne Ri Song-hui (232,5 kg).
Initialement placée 4e en poids légers lors des Jeux de 2008, elle reçoit finalement la médaille de bronze en octobre 2017 après la disqualification pour dopage de la Russe Marina Shainova en 2016. Elle devient alors la première athlète thaïlandaise a remporté une médaille lors de deux olympiades.

## Palmarès

### Jeux olympiques
- Jeux olympiques d'été de 2008 à Pékin ( Chine) :
  -  médaille de bronze en poids légers
- Jeux olympiques d'été de 2004 à Athènes ( Grèce) :
  -  médaille de bronze en poids légers

### Championnats du monde
- Championnats du monde d'haltérophilie 2006 à Saint-Domingue ( République dominicaine) :
  -  médaille de bronze en -58 kg
- Championnats du monde d'haltérophilie 2005 à Doha ( Qatar) :
  -  médaille d'argent en -58 kg
- Championnats du monde d'haltérophilie 2002 à Varsovie ( Pologne) :
  -  médaille d'argent en -58 kg

### Jeux asiatiques
- Jeux asiatiques de 2006 à Doha ( Qatar) :
  -  médaille d'argent en -58 kg
- Jeux asiatiques de 2002 à Pusan ( Corée du Sud) :
  -  médaille d'argent en -58 kg